# Леград
Леград је насељено место и седиште општине у Копривничко-крижевачкој жупанији, Република Хрватска.

## Историја
До територијалне реорганизације у Хрватској налазио се у саставу бивше велике општине Копривница.

## Становништво
На попису становништва 2011. године, општина Леград је имала 2.241 становника, од чега у самом Леграду 956.

## Попис 1991.
На попису становништва 1991. године, насељено место Леград је имало 1.405 становника, следећег националног састава:
| Попис 1991.‍   | Попис 1991.‍  | Попис 1991.‍ | Попис 1991.‍ | Попис 1991.‍ |
| ------------- | ------------ | ----------- | ----------- | ----------- |
|               |              |             |             |             |
| Хрвати        | Хрвати       |             | 1.326       | 94,37%      |
| Мађари        | Мађари       |             | 34          | 2,41%       |
| Југословени   | Југословени  |             | 8           | 0,56%       |
| Срби          | Срби         |             | 7           | 0,49%       |
| Албанци       | Албанци      |             | 4           | 0,28%       |
| Словенци      | Словенци     |             | 2           | 0,14%       |
| неопредељени  | неопредељени |             | 10          | 0,71%       |
| регион. опр.  | регион. опр. |             | 1           | 0,07%       |
| непознато     | непознато    |             | 13          | 0,92%       |
| укупно: 1.405 |              |             |             |             |